# Мёбиус, Пауль Юлиус
Пауль Юлиус Мёбиус (нем. Paul Julius Möbius; 24 января 1853[…], Лейпциг, Германский союз — 8 января 1907[…], Лейпциг, Королевство Саксония) — немецкий психиатр и невролог; доктор философии и доктор медицины.

## Биография
Пауль Юлиус Мёбиус родился 24 января 1853 года в городе Лейпциге; сын писателя и педагога Пауля Генриха Августа Мёбиуса (1825—1889), внук германского астроном-теоретика Августа Фердинанда Мёбиуса.
В 1870 году Мёбиус поступил в Лейпцигский университет, где изучал богословие и философию и в 1873 году получил степень доктора философии. С 1873 изучал медицину в Йенском и Марбургском университетах. В 1877 году получив научную степень доктора медицины, Пауль Юлиус Мебиус поступил на службу в армию, где ему было присвоено звание звание Oberstabsarzt (старший штаб-хирург).

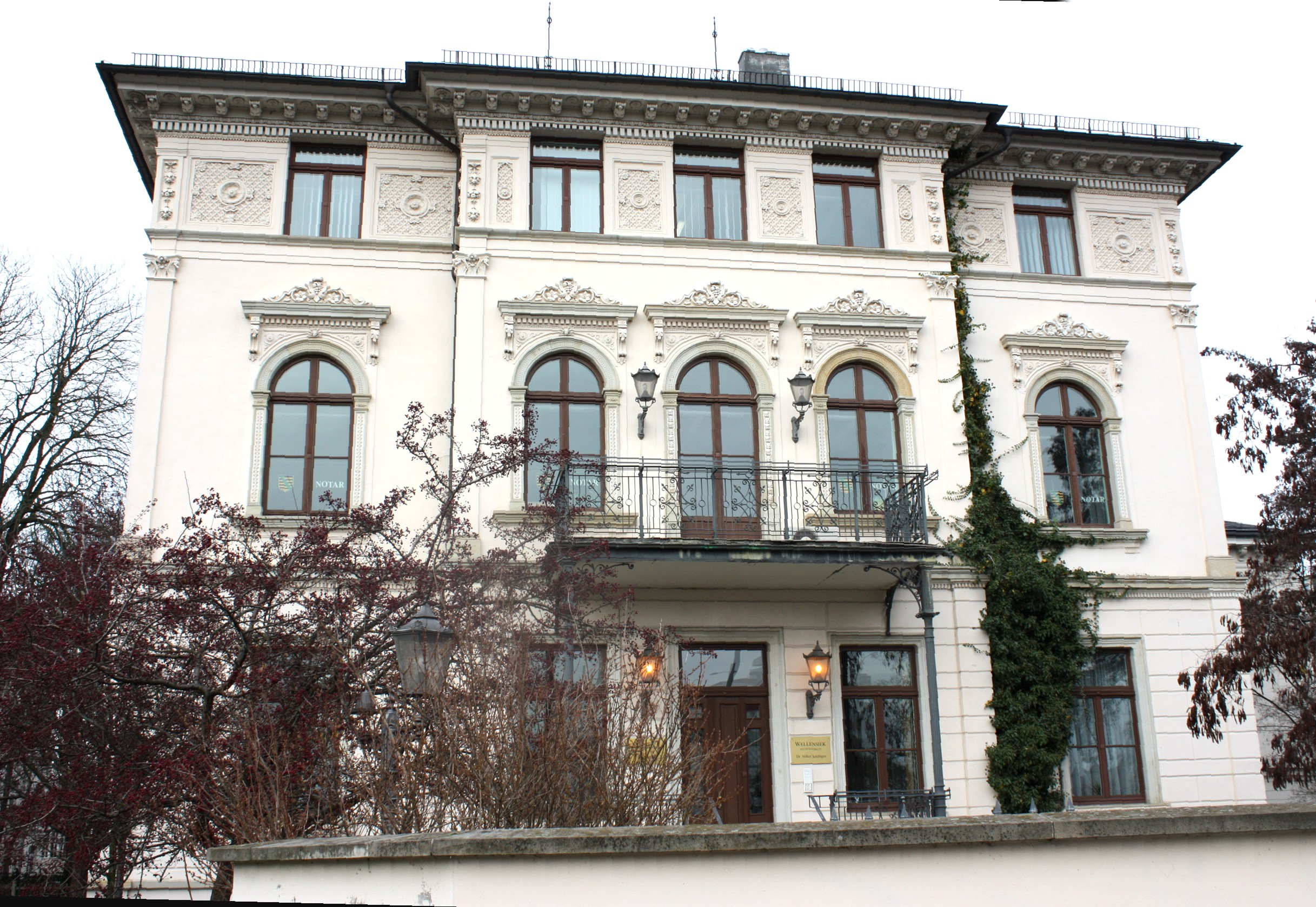
Дом Мёбиуса в Лейпциге

После демобилизации Пауль Юлиус Мёбиус вернулся в Лейпциг, где открыл частную практику и работал ассистентом невролога Адольфа фон Штрюмпеля в университетской поликлинике и в 1883 году получил право заниматься неврологией самостоятельно. С 1883 по 1893 год Мёбиус был приват-доцентом Лейпцигского университета, после чего, до конца жизни, практиковал в качестве невролога и психиатра в родном городе.
В своих научных трудах, нашедших широкий круг читателей не только среди врачей, но и в обществе, Мёбиус вносит много оригинальных взглядов в выяснении природы и происхождении нервной слабости, нервных предрасположений. Некоторые сочинения Мёбиуса встретили и разностороннюю критику. Наибольшее внимание вызвала его книга «Ueber den physiol. Schwachsinn des Weibes» (6-е издание, Галле, 1904 год). 

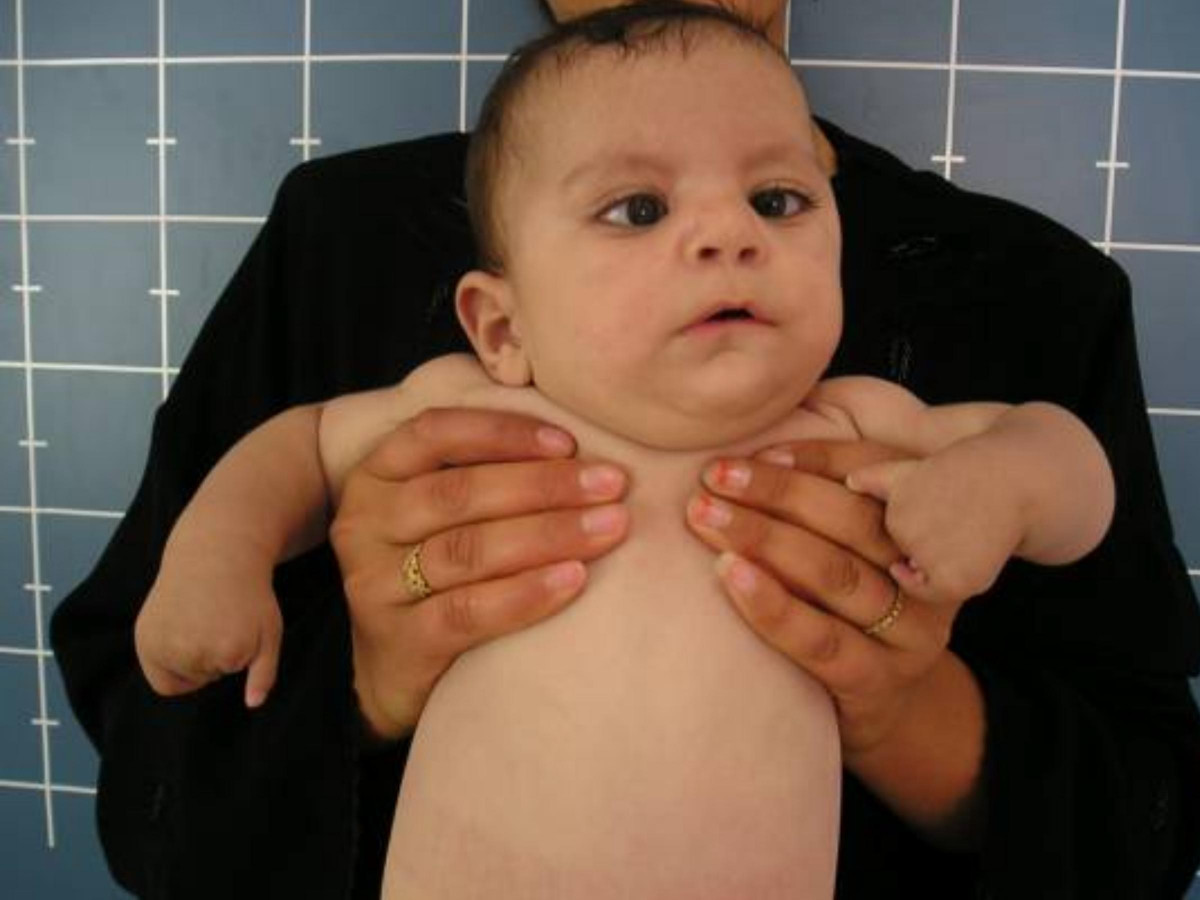
Синдром Мёбиуса

В 1903 году в монографии «Ausgewählten Werken» Мёбиус рассмотрел с точки зрения невропатологии характеры многих гениальных людей (Руссо, Гёте, Шопенгауер, Ницше и др.), представляя их личности и деятельность в совершенно новом свете.
Его имя носит Синдром Мёбиуса, который он впервые описал синдром в 1888 году; один из симптомов тиреотоксикоза — Признак Мебиуса (слабость конвергенции глаз, когда один глаз сходится, а другой расходится при взгляде на кончик носа; состояние, связанное с болезнью Грейвса), а также Синдром Лейдена–Мёбиуса — мышечная дистрофия в области таза, которую он изучал вместе с Эрнстом Виктором фон Лейденом.
Пауль Юлиус Мёбиус скончался 8 января 1907 года в Лейпциге.